# Martin Schaffner

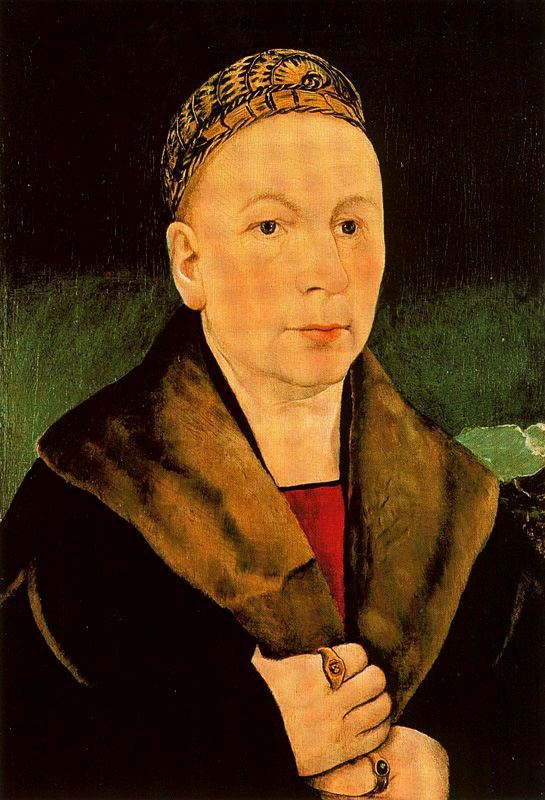
Retrato de un hombre, óleo sobre tabla, 35,5 x 25,5 cm, Madrid, Museo Thyssen-Bornemisza.

Martin Schaffner (Ulm? 1478-Ulm, después de 1546) fue un pintor y medallista alemán.
A Martin Schaffner se le documenta en 1496 en Ulm, cuando trabajaba, probablemente como oficial, en el taller de Jörg Stocker, un maestro retardatario con quien colaboró en la pintura del retablo de San Martín de Ennetach, donde se encuentra su firma en la tabla del Camino del Calvario. Se supone por motivos estilísticos que pudo completar su formación en Augsburgo con Hans Holbein el Viejo. Establecido en Ulm como maestro independiente ya en 1499, se especializó en la pintura de retablos, entre los que cabe recordar el actual retablo mayor de la catedral de Ulm, pintado en 1521 para Lucas Hutz. Desde 1518 se le cita como pintor de la ciudad, aunque no se han conservado las obras que pudiese hacer en esta condición y, frente al auge de la Reforma luterana en Ulm, él conservó la fe católica y se declaró a favor de las antiguas creencias en la votación de noviembre de 1530, lo que supuso que disminuyesen los encargos de la propia ciudad y que se viese obligado a diversificar su actividad para orientarse también hacia la pintura de retratos, de los que se conserva un número reducido. Las noticias sobre su actividad se pierden en 1546, siendo posible que falleciese entre ese año y 1549 a causa de la peste.